# C.C. Lemon
C.C. Lemon es un refresco japonés creado por la compañía Suntory. Es la tercera bebida más popular de Japón, por detrás de Coca-cola y Pepsi. Es popular por su sabor a limón y por el uso de personajes de Los Simpson para su publicidad.

## Tamaños

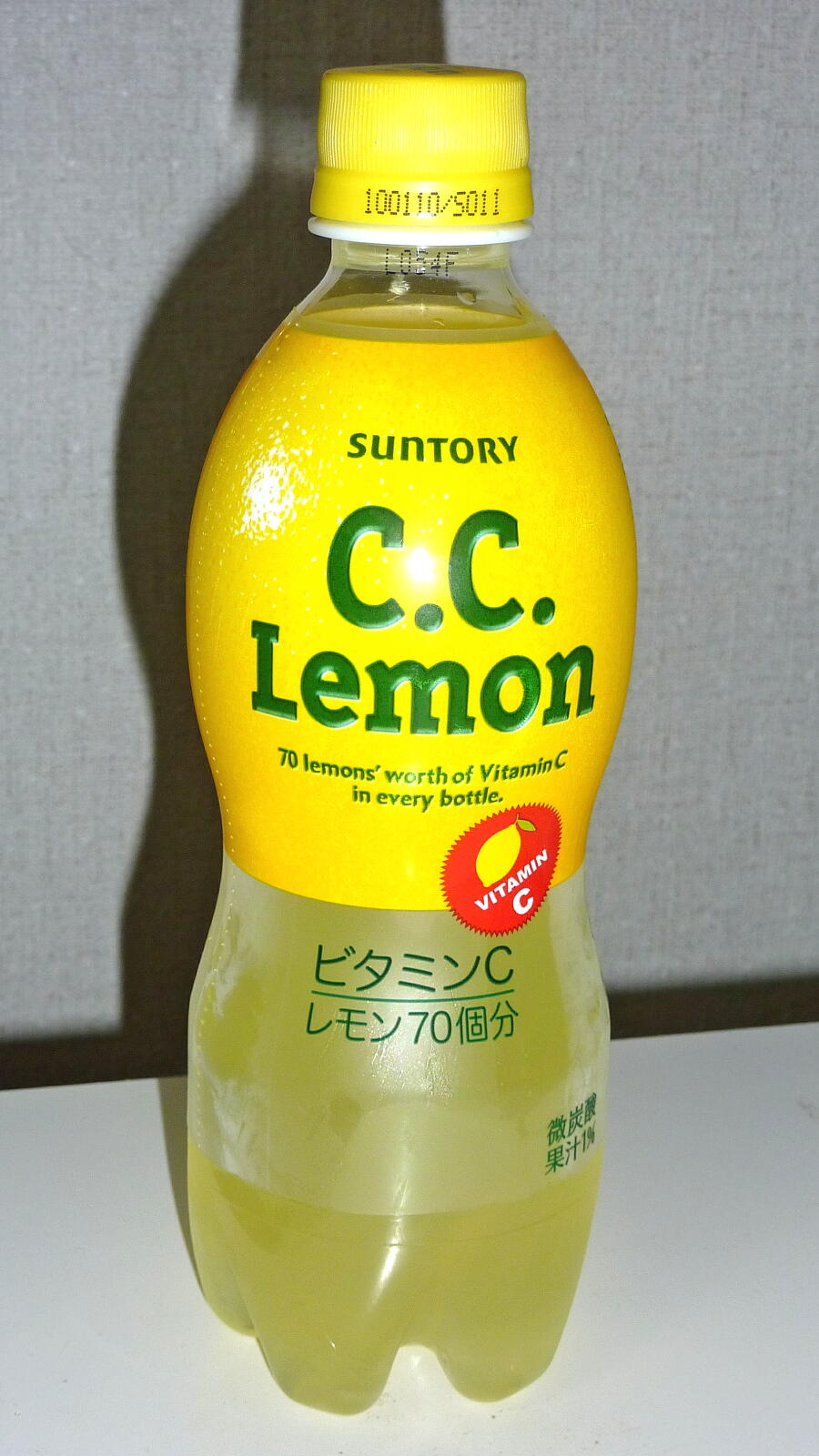
Una botella de 500 mililitros de C.C. Lemon.

C.C. Lemon tiene una gran variedad de tamaños detallados a continuación.
| Volumen  | Envase       | Cantidad de limones en relación con la Vitamina C |
| -------- | ------------ | ------------------------------------------------- |
| 160 ml.  | lata         | 22 limones                                        |
| 250 ml.  | lata         | 35 limones                                        |
| 280 ml.  | lata         | 40 limones                                        |
| 350 ml.  | lata         | 50 limones                                        |
| 500 ml.  | lata/botella | 70 limones                                        |
| 1500 ml. | botella      | 210 limones                                       |

## C.C. Lemon yLos Simpson
Los Simpson han aparecido en numerosos anuncios comerciales para C.C. Lemon. Anecdóticamente, en Japón, Los Simpson son más conocidos por los anuncios de esta bebida que por la serie. Las referencias al color amarillo son un fuerte gancho comercial.
Además de los numerosos anuncios comerciales en televisión, Los Simpson también aparecen en una amplia gama de mercancías del producto. Los artículos promocionales en las bebidas de 500 ml. son bolígrafos, posavasos, imanes, tumbonas, sillas plegables, etc. Los Simpson también aparecieron en camisetas durante la temporada de Navidad.
Los Simpson no son las únicas mascotas del producto. Existe también el Señor C.C. Lemon. Él saluda a la gente en sitio web oficial y dice que es "un tipo espumoso que adora hacer reír a la gente". Es un hombre de raza blanca con pecho de barril, interpretado por el actor estadounidense Guy Totaro, que siempre aparece vestido completamente de amarillo con el logotipo de C.C. Lemon.

## Polémica
La polémica en torno a la bebida proviene principalmente de la etiquetación incorrecta del envase. La etiqueta en la parte frontal de la bebida afirma que tiene un cierto número de limones en valor de la vitamina C, pero la parte trasera del envase indica lo contrario. La información nutricional añadida para la distribución en América es frecuentemente etiquetada incorrectamente. Muchos sostienen que en las etiquetas de la bebida indican un 0% de vitamina C en vez del 50%, pero no hay pruebas que lo demustren.